# Municipio de Sachjere
El Distrito de Sachjere (en georgiano: საჩხერის მუნიციპალიტეტი) es un raion de Georgia, en al región de Imericia. La capital es la ciudad de Sachjere. Hasta 1917 el área fue incluida en la gubernia de Kutaisi, entre 1917 y 1930 años en provincia de Kutaisi, en los años 1930-1939 fue parte de raion de Chiatura y desde 1939 es un distrito independiente.
La  superficie total es de 973 km² y su población aproximadamente es de 37.775 habitantes (2014).
- Datos: Q893325
- Multimedia: Sachkhere Municipality / Q893325